# Calamanthus campestris
A Calamanthus campestris a madarak osztályának verébalakúak (Passeriformes) rendjébe és az ausztrálposzáta-félék (Acanthizidae) családjába tartozó faj. A családot egyes szervezetek a gyémántmadárfélék (Pardalotidae) családjának, Acanthizinae alcsaládjáként sorolják be.

## Rendszerezése
A fajt John Gould angol ornitológus írta le 1841-ben, a Praticola nembe Praticola campestris néven.

## Alfajai
- Calamanthus campestris campestris (Gould, 1841)
- Calamanthus campestris dorrie Mathews, 1912
- Calamanthus campestris hartogi T. Carter, 1916
- Calamanthus campestris isabellinus North, 1896
- Calamanthus campestris rubiginosis A. J. Campbell, 1899
- Calamanthus campestris wayensis Mathews, 1912
- Calamanthus campestris winiam A. J. Campbell & A. G. Campbell, 1927[1]

## Előfordulása
Ausztrália területén honos. Természetes élőhelyei a szubtrópusi és trópusi száraz szavannák és cserjések.

## Megjelenése
Testhossza 14 centiméter.

## Életmódja
Ízeltlábúakkal táplálkozik.

## Természetvédelmi helyzete
Az elterjedési területe rendkívül nagy, egyedszáma ugyan csökken, de még nem éri el a kritikus szintet. A Természetvédelmi Világszövetség Vörös listáján nem fenyegetett fajként szerepel.